# Valeria Rees
Valeria Rees Loría (Heredia, 5 de junio de 1993) es una modelo y reina de belleza costarricense,  Miss Costa Rica Universe 2021. Valeria es estudiante de derecho, además posee una fundación llamada Open Cage Foundation, que ayuda a niñas, mujeres y adolescentes, a tratar sus TCA. Valeria representó a Costa Rica en la edición número 70 del Miss Universo sin lugar una clasificación en la noche final.

## Concurso de belleza

### Miss Mundo Costa Rica 2019
El 15 de octubre de 2019 compitió en Miss Mundo Costa Rica 2019. Fue 1ª finalista y finalmente perdió ante la ganadora Jessica Jiménez Muñoz de San José.

### Miss Costa Rica 2020
El 18 de noviembre de 2020 fue una de las 10 finalistas que compitieron por el título de Miss Costa Rica 2020 en el Estudio Marco Picado en Nunciatura, San José. Fue la 1ª finalista y finalmente perdió a la ganadora Ivonne Cerdas Cascante.

### Miss Costa Rica 2021
El 30 de agosto del 2021 después de muchas especulaciones por parte del público, la organización Miss Costa Rica anunció a la señorita Rees como la nueva Miss Costa Rica 2021 diciendo: Tras una rigurosa evaluación y por su excelencia en su participación en el certamen del año anterior y en el cual alcanzó el puesto de primera finalista, es que se le otorga hoy el título de Miss Costa Rica 2021 y por ende la oportunidad de representar a Costa Rica en el Miss Universo 2021 a celebrarse en Eilat, Israel, por otra parte la noche de coronación fue el 28 de octubre del 2021 a las 8 p. m., recibió la banda y corona de su antecesora Ivonne Cerdas.

### Miss Universo 2021
Como Miss Costa Rica, Rees fue designada oficialmente para representar a Costa Rica en Miss Universo 2021 en Eilat, Israel después de obtener el 1ª Finalista en Miss Costa Rica 2020. En la noche final no logró clasificación entre las finalistas. La ganadora fue la representante de India, Harnaaz Sandhu.